# Antenne Réunion
Antenne Réunion est la seule chaîne locale de télévision commerciale privée française diffusée sur la TNT dans le département d'outre-mer de La Réunion.
Depuis le 25 novembre 2021, la chaîne est détenue par Cirano Group.

## Histoire de la chaîne
Le 2 mars 1990, Antenne Réunion est autorisée par le CSA à diffuser ses programmes sur le canal 25 du réseau hertzien UHF, autrefois utilisé sans autorisation préalable par la télévision Télé Free Dom. Ciblant les jeunes, la nouvelle chaîne doit d'abord partager son temps d'antenne avec la chaîne cryptée Canal+ Réunion, qui commence à émettre le 25 mars 1991, avant d'obtenir son propre faisceau. La grille de programmes est composée d'émissions cryptées et décodées, à partir de la mi-journée jusque vers 2 heures du matin, Antenne Réunion occupant le créneau 18h30-19h40.
Le 18 mars 1991, Antenne Réunion diffuse son premier journal télévisé présenté par Laurence Ostolaza. La chaîne fondée par Jacques d'Armand de Chateauvieux à travers le groupe Bourbon emploie alors une trentaine de personnes sous la directive de Christophe Ducasse.
En 1992, les actionnaires privés de la chaîne augmentent le capital de la société. Le CSA lance un appel à candidature pour deux chaînes supplémentaires à La Réunion. Le projet Antenne Réunion est retenu. La chaîne émet 3h15 par jour et son audience ne cesse d'augmenter. Des accords de partenariat sont passés avec TF1 pour l'achat de programmes.
Le 26 septembre 1994, Antenne Réunion passe à 12 heures de programmes par jour sous l'impulsion de Bruno d'Armand de Chateauvieux. Antenne Réunion quitte Canal+ et signe alors des accords commerciaux avec les chaînes privées hexagonales TF1, M6 et Eurosport.
Le début de l'année 1996 est marqué par l'action menée par le Front des Ondes Réunionnaises (FOR). Durant les quinze premiers jours de janvier, Antenne Réunion diffuse les images télévisées de RFO 1, entrecoupées de programmes expliquant la situation critique dans laquelle se trouve l'audiovisuel privé dans son ensemble. 40 radios locales privées reprennent le signal télé sur leurs ondes. La population soutient massivement ce mouvement. Une délégation de retour de Paris annonce deux mesures pour renforcer les opérateurs privés dans leurs développements: la suppression de la publicité sur le 2e canal de RFO télévision et la suppression progressive de l'accès de RFO aux programmes de TF1 dès 1996.
Le 19 février 1998, la chaîne dépose son bilan, mais l'activité ne cesse pas. Elle détient alors 34 % de parts de marché mais a perdu l'année précédente entre 8 et 10 millions de francs, ce qui porte le déficit cumulé à 45 millions sur sept ans. Jacques de Chateauvieux, via le groupe Bourbon, reste le principal actionnaire. Le 25 février, le tribunal mixte de commerce constate l’état de cessation de paiement et ouvre la procédure de redressement judiciaire. Le 6 octobre 1999, un plan de continuation est adopté pour étaler les dettes de la chaîne sur 10 ans.
Le 17 juillet 2001, sous la direction de Thierry Michaut, Antenne Réunion est lancée sur le bouquet satellite Parabole Réunion.
Le 1er septembre 2001, la chaîne déménage dans ses nouveaux locaux dans la Technopole de la Réunion avec de nouveaux outils de production audiovisuelle numérique. L’entreprise sortira du plan de continuation le 19 août 2009.
En novembre 2016, ASDL, société holding d’Antenne Réunion, détenue majoritairement par Christophe Ducasse depuis 2007 cède ses part au Groupe industriel réunionnais Océinde.
Le 25 novembre 2021, il est annoncé que la chaîne est rachetée par le groupe Cirano.

## Identité visuelle
Le premier logo d'Antenne Réunion écrivait graphiquement un « A » et un « R » à partir de deux lignes dont l'une, de couleur jaune et rouge, symbolisait le relief de l'île avec son volcan et ses cirques et l'autre, de couleur bleue, l'île entourée par l'océan indien.
Les logos d'Antenne Réunion de 1992 au 24 août 2011 étaient largement inspirés de celui de TF1 dont la chaîne reprend une grande partie des programmes.
Le nouveau logo d'Antenne Réunion, qui conserve les couleurs nationales mais se veut plus dynamique, adopte un « A » très graphique, qui n'est pas sans rappeler celui d'Antenne 2 dessiné en 1975 par Georges Mathieu, qui forme une étoile.
À la fin de novembre 2020, la société à l'occasion de ses 30 ans a organisé un concours de logos ouverts à tous. Les rendus ont été faits le 15 décembre.

### Logos

Logo d'Antenne Réunion du 2 mars 1990 à 1992.
Logo d'Antenne Réunion de 1992 au 17 février 2008.
Logo d'Antenne Réunion du 18 février 2008 au 24 août 2011.
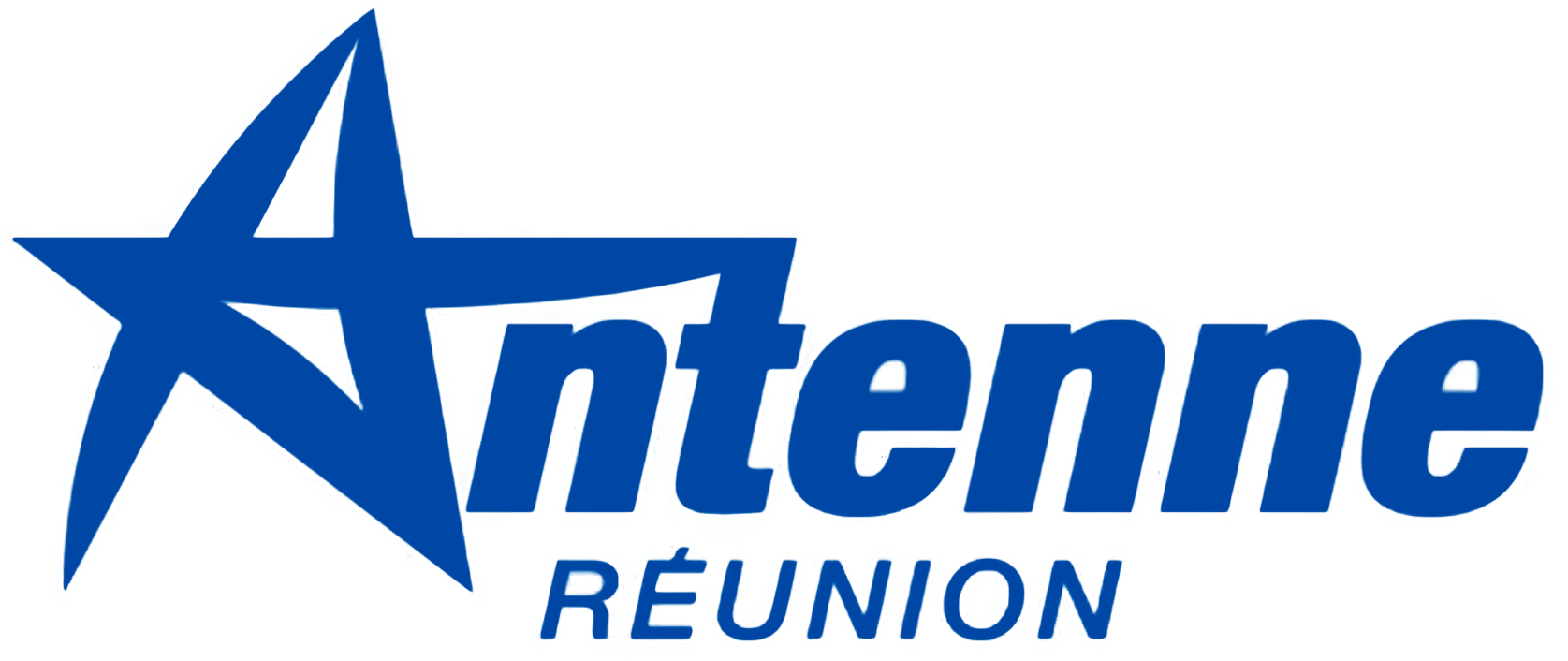
Logo d'Antenne Réunion depuis le 24 août 2011.
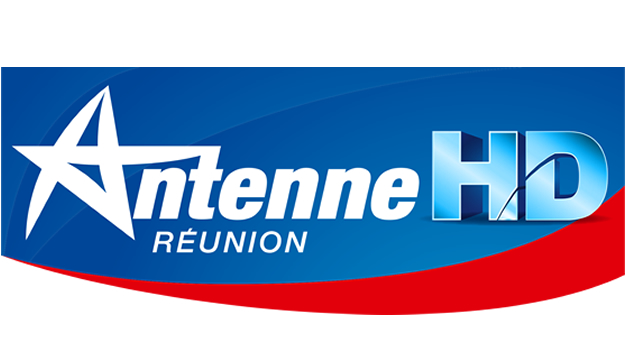
Logo alternatif d'Antenne Réunion depuis son passage en haute définition le 27 janvier 2020.

### Slogans
- La télé qui bouge
- Notre plus belle histoire d'amour c'est vous
- Antenne Réunion: Intensément vous!
- Antenne Réunion: Avec vous!

## Télévision numérique terrestre
| Canal | Video      | Aspect | Programmation             |
| ----- | ---------- | ------ | ------------------------- |
| 2     | 1080i (HD) | 16:9   | Antenne Réunion / TF1, M6 |

## Programmes
Antenne Réunion diffuse des programmes composés de 30 % de productions locales ou provenant de l'Océan indien, le reste de ses programmes étant formé d’achats pour (diffusion en direct ou différé) de ceux de TF1 (émissions, jeux, séries, fictions, films, matchs de football), de M6 (magazines, télé-réalités, séries et programmes jeunesse) et d'AB Groupe.
Depuis 2022, la chaîne et RTL Réunion propose une émission d'infodivertissement nommée "6/8 Ansamn" dans le but de concurrencer "Gran Matin" l'émission de Réunion La 1ère, elle reprend les mêmes codes que l'émission concurrente avec des jeux, de l'information et des chroniques diffusées de 6H00 jusqu'à 8H00.

## Audience
Depuis l'arrivée de la TNT à La Réunion, fin 2010, les audiences d'Antenne Réunion ont baissé, même si la chaîne privée reste leader. Sur la période avril-juin 2024, la chaîne comptait 29,4% de part d'audience et 37,3% d'audience cumulée.

## Diffusion
Pendant 21 ans, Antenne Réunion fut diffusée sur le réseau analogique hertzien UHF SÉCAM K’ du département, partageant d'abord sa fréquence avec Canal+ sur le canal 25 jusqu'au 26 septembre 1994, puis en fréquence propre via 6 émetteurs TDF (canal 57 au Port, 56 à Piton Textor, 28 à Saint Denis-La Montagne, 42 à Sainte Suzanne, 36 à Saint Leu-La Saline et 47 aux Avirons-Le Plate) qui ont tous été éteints le 25 octobre 2011 vers 10 h, date du passage définitif de La Réunion au tout numérique terrestre.
Antenne Réunion est aujourd'hui diffusée dans le département de La Réunion sur le second canal du multiplex ROM1 de la TNT sur trente-cinq émetteurs TDF au standard UHF PAL MPEG-4 et au format 16/9 en 1080i (HD) depuis le 30 novembre 2010.
Jusqu'à aujourd'hui elle est aussi diffusée par satellite sur Parabole Réunion, Parabole Maurice, Canalsat Réunion, ainsi que sur La TV d'Orange (satellite) et par câble (ADSL/FTTH/FTTLa) chez les différents FAI locaux : Zeop, Canalbox (qui a racheté Box Mediaserv,) et SFR Réunion (qui a racheté IZI Box), et Orange.

## Diversification

### Antenne Réunion mobile
Lancé le 12 septembre 2007, Antenne Réunion Mobile est un opérateur mobile virtuel né d'un accord de marque entre la chaîne de télévision et Orange. Il se fonde sur un modèle similaire à celui de M6 Mobile.
Antenne Réunion Mobile propose, au sein de ses offres des forfaits, forfaits bloqués et formules à carte. Antenne Réunion Mobile a lancé en accord avec la poste en décembre 2010, le « prêt à kozé », le mobile prêt à l’emploi.

### Internet
- AntenneReunion.fr : Site et application.Replay, info sur les programmes, news, ... tout ce qu'il faut savoir sur Antenne Réunion.
- Linfo.re : Premier site d'actualité à La Réunion. Lancé en mars 2009. linfo.re est un site d’actualité régionale et internationale sur l’île de la Réunion : info en continu, en vidéo et en image.
- Immo974 : Annonces immobilières dans les Dom Tom : Location, vente et location saisonnière.
- Domtomjob : Toutes les annonces emploi sur l'ile de la Réunion. Ce site permet de faire ses recherches parmi les offres d'emploi, CDI, CDD, stage, intérim.
- DomTomAuto: Site de petites annonces gratuites automobiles.

### Radio
En janvier 2011, le Conseil Supérieur de l’Audiovisuel a validé le projet d’Antenne Réunion de radio généraliste de catégorie B (radio commerciale indépendante) sous la marque « Antenne Réunion Radio ».
Depuis le 1er décembre 2011, la radio est autorisée à émettre sur les fréquences réunionnaises par le CSA.
Le 23 janvier 2014, le Conseil d’Administration d'Antenne Réunion a pris la décision de se retirer du marché de la radio et tous les journalistes et animateurs radio ont basculé en télévision.
Le 24 février 2025, Antenne Réunion Radio fait son retour, à la place de RTL Réunion, et propose de diffuser en direct toutes les éditions des journaux, en plus de proposer une émission de libre antenne de 17h à 19h.

### Antenne Réunion Partenaire
Antenne Réunion s’associe régulièrement à différents spectacles, concerts ou évènements à la Réunion, en apportant sous soutien via ses différents supports de communication.
Antenne Réunion est aussi à l’initiative de manifestations comme :
- Des concerts évènements : dans lesquels elle se positionne en tant que coproducteur, comme les concerts de Star Académy 5 et 6, ou encore Antenne Réunion Tour, grand concert gratuit ayant réuni 18 000 personnes en 2009 et 2010 et 20 000 personnes en 2011.
- Des émissions : ayant un caractère exceptionnel comme en 2011 « En quête de Talents ».

## Critiques
- Selon le journal satirique de La Réunion Le Tangue et le Syndicat national des journalistes (SNJ) de La Réunion, la chaîne de télévision Antenne Réunion aurait externalisé une partie de sa production de contenu d'information nationale (France) et internationale pour son site internet Linfo.re, en confiant certaines tâches à des rédacteurs de sa filiale Madinter basée à Antananarivo (Madagascar), payés 20 fois moins que le salaire minimum en vigueur à La Réunion. Le SNJ a réclamé l’application de la parité salariale en demandant que les journalistes malgaches soient rémunérés selon la convention collective française, sans jamais obtenir de clarification à ce sujet.
- En 2017, selon les données de la commission de la carte de presse, Antenne Réunion était le média à forte audience comptant le plus faible nombre de journalistes parmi les principales rédactions de La Réunion. La chaîne ne disposait que de 24 journalistes, contre 53 pour Réunion La 1ère, 40 pour Le Quotidien de La Réunion, et 44 pour Le Journal de l’Île de La Réunion (JIR). Ce faible effectif est vivement critiqué par les professionnels du secteur, qui soulignent les conséquences sur la qualité de l’information. En effet, un même journaliste est souvent chargé de produire plusieurs sujets par jour, ce qui entraîne une couverture de l’actualité davantage axée sur le sensationnalisme au détriment de l'analyse[11].